# Skylarking (XTC)
Skylarking är ett studioalbum av musikgruppen XTC. Det släpptes 27 oktober 1986. 
Singeln Grass som släpptes i samband med albumet, hade en B-sida Dear God, som blev så populär att albumets release i USA lät låten Dear God ersätta låten Mermaid Smiled till skillnad från originalreleasen (spår 11). Dear God som egen singel hamnade på plats 37 på Billboard Mainstream Rock Tracks. Albumet hamnade på plats 70 på The Billboard 200 1987.

## Ursprunglig låtlista
1. Summer's Cauldron
2. Grass
3. The Meeting Place
4. That's Really Super, Supergirl
5. Ballet for a Rainy Day
6. 1000 Umbrellas
7. Season Cycle
8. Earn Enough for Us
9. Big Day
10. Another Satellite
11. Mermaid Smiled
12. The Man Who Sailed Around His Soul
13. Dying
14. Sacrificial Bonfire